# La Cabeza del Bautista
La Cabeza del Bautista (A Cabeça de Baptista) é uma opera em um acto e oito cenas de Enric Palomar sobre o texto homónimo do “melodrama para marionetas” de Ramón Maria del Valle-Inclán, adaptado por Carlos Wagner, estreada a 20 de Abril de 2009 no Gran Teatre del Liceu de Barcelona, sob direcção artística de Carlos Wagner e direcção musical de Josep Caballé. 

## Papéis
| Papel                | Tipo de voz | Elenco de Estreia          |
| -------------------- | ----------- | -------------------------- |
| Pepona               | Exemplo     | Angele Blancas             |
| Jandalo              | Exemplo     | Alexander Marco-Buhrmester |
| Don Igi el Indiano   | Exemplo     | José Manuel Zapata         |
| Valerio, el Pajarito | Exemplo     | Antonio Lozano             |
| El Barbero           | Exemplo     | Roberto Accurso            |
| El Sastre            | Exemplo     | Enric Martínez- Castignani |
| El Enano de Salnés   | Exemplo     | Javier Abreu               |
| El Ciego             | Exemplo     | Michael Kraus              |
| El Mozo de ciego     | Exemplo     | Fabiola Masino             |
| Gente del bar        | Exemplo     | Coro misto                 |

## Sinópse
Introdução
Em jeito de abertura, a opera começa com  um canto coral que anuncia uma cruel tragédia provocada pelo desejo de dinheiro e de vingança da vitima.
Primeira Cena
No café de Bilhar, propriedade de Don Igi o Indiano ou o Gachupin – Assim chamado por ter feito fortuna na América – numa noite estrelada, alguns paroquianos jogam bilhar enquanto alguns rapazes tocam guitarra e ensaiam canções para a ronda nocturna.
Segunda cena
Surge o cego de Gondar, a quem todos os presentes consideram como uma pessoa má e sem vergonha, cantando “«En Quintán de Castro Lés»” juntamente com o moço que o acompanha e guia. Don Igi recebe-o rudemente e o cego canta então uma melopeia sobre a desgraça de ser pobre, acompanhado pelo coro. Desta forma, o monólogo do cego transforma-se em uma espécie de profecia acerca de acontecimentos vindouros a qual é mal recebida por todos, sendo então forçado por eles a abandonar o bar.
Terceira Cena
Surge Jandalo, jovem e elegante, montado num cavalo e que afirma ser um estrangeiro chamado Alberto Saco que percorreu toda a América. Depressa inicia um notório flerte com Pepona ao mesmo tempo que informa que tem de falar com Don Igi sobre um assunto pendente. Durante isso os clientes cantam alegremente. Don Igi, que ao inicio se mostra pretensioso e seguro de si mesmo inicia -  com alguns sinais de medo e angustia – o seu caminho para a loucura. Jandalo assegura-o que veio para pedir-lhe dinheiro e que caso não o obtenha, estará disposto a anunciar publicamente as razoes da sua relação com Igi, pois já está livre da ultima condenação. Graceja sobre os atractivos de Pepona, convida os presentes a um copo e sai juntamente com os paroquianos que se tumultuam e cantam uma mazurca.
Quarta Cena
Pepona e Don Igi, que se encontra aterrorizado,  ficam sozinhos. Forçado pela inesperada visita do estrangeiro, Don Igi confessa a Pepona uma versão expiatória de alguns feitos terríveis do seu passado: o assassinato de Baldomerita, sua primeira mulher. Don Igi acusa Jandalo de autor do crime, segundo ele, filho  do primeiro casamento de Baldomerita: “ Matou-a para ficar com a Herança”. Contudo ao descobrir que os bens desta se encontravam hipotecados por Don Igi, seu segundo marido, para obter maiores rendimentos, denunciou Igi à justiça mexicana – inimiga de todos os espanhóis endinheirados -  como autor do crime. Don Igi foi condenado e para além disso foi obrigado a liquidar o negócio que tinha feito com a cidade de Toluca. A reacção de Pepona é clara: nao quer que Don Igi – que está velho e disposto a pagar o que seja para manter o seu prestigio na povoação - pague um cêntimo. Dá de beber a Igi para o fazer esquecer a defunta e sentir-se melhor. Propoem-lhe distrair o jovem, que a deseja, enquanto ele lhe poderá cravar um punhal nas costas, tal qual fez com Baldomerita. Don Igi, agradecido pela ideia e encorajado, decide levar a cabo o plano e enterrar Jandalo debaixo dos limoeiros.
Quinta Cena
No silencio da noite ouve-se o som provocado pela enxada que Pepona utiliza para cavar a futura campa de Jandalo. Ao fundo ouve-se o coro de jovens cantar uma canção ameaçadora, entre os quais se encontra Jandalo. Pepona aparece junto da porta, ainda com a enxada nas maos e Don Igi pede-lhe silencio com um gesto. O coro volta a cantar, embriagados. Pepona pede a Don Igi que ponha a adaga a jeito.
Sexta Cena
À luz da lua, Pepona apresenta-se provocativa e Jandalo aproxima-se, sedutoramente. Don Igi observa a conversa aterrorizado, mas Pepona uma vez mais se mostra segura e senhora da situação, satisfeita por ser alvo de desejo. Pede a Jandalo que volte quando não haja ninguém por perto.
Septima Cena
Don Igi sente ciumes das manobras sedutoras de Pepona e Jandalo. Ela, efectivamente, segue com o seu plano: Seduzi-lo-á nessa noite. Igi tem de simular nao mover-se até ao momento exacto em que lhe cravará o seu punhal nas costas
Oitava Cena
Don Igi oferece um copo a Jandalo quando este aparece, o qual continua com as insinuações de antes, e apesar da irritação visível de Igi, insiste na questão do dinheiro: três mil pesos, juntamente com Pepona. Jandalo abraça apaixonadamente Pepona, a qual responde ao seu desejo, ao mesmo tempo que mostra a Igi as costas de Jandalo. Pepona perde a consciência nos seus braços e depressa nota o quão se esfria a boca de Jandalo na sua. Canta então um apaixonado cântico ao cadáver, repleto de erotismo:  “Flor de Rapaz”, ao qual pede que a volte a beijar. “Beija-me de novo, boca de pedra”, mostrando um grande sentimento de arrependimento por haver contribuído para a sua morte,  ignorando completamente a D. Igi, o qual observa tudo estupefacto. Surge de fora de cena uma canção cantada pelo coro sobre os sinos que tocam pelos mortos. Don Igi insiste em cavar o buraco e queimar a roupa do defunto até que, horrorizado face à atitude insistente da mulher, a insulta: “Vil Rameira!” e afirma que mais lhe valia ter cedido à chantagem.